# AB-Aktion alemã na Polônia
A AB-Aktion (Alemão: Außerordentliche Befriedungsaktion; Inglês: Extraordinary Operation of Pacification; Português: Operação extraordinária de Pacificação) foi o segundo estágio da campanha de violência da Alemanha Nazista durante a Segunda Guerra Mundial que visava eliminar intelectuais e a classe mais alta da sociedade polonesa através dos territórios previstos de uma eventual anexação. A maioria dos assassinatos foram organizados em forma de desaparecimento em massa pelas múltiplas cidades e vilarejos sobre o domínio alemão. Na primavera e no verão de 1940, mais de 30 mil poloneses foram presos pelas autoridades nazistas na ocupação central alemã da Polônia. Cerca de 7 mil deles, incluindo líderes de comunidades, professores universitários, professores e padres (apontados como suspeitos de atividades criminais) foram subsequentemente massacrados secretamente em várias localizações, incluindo no complexo floresta de Palmiry. Os outros foram enviados para campos de concentração alemães.

## História
O massivo assassinato de líderes poloneses, políticos, artistas, aristocratas,intelligentsia, e pessoas suspeitas de potenciais atividades antiNazistas começou no outono de 1939, e foi visto pela Alemanha Nazista como uma medida preventiva para manter a resistência polonesa dispersa e para prevenir os poloneses de se revoltarem durante o planejamento alemã de invasão à França. O antiPolonês AB-Aktion foi preparado por Hans Frank, o comandante do Governo Geral. Isso foi também discutido com os oficiais soviéticos durante séries de secretas Conferências da Gestapo-NKVD. 
O primeiro assassinato de um intelligentsia polonês ocorreu logo após a invasão alemã, com duração entre o outono de 1939 até o verão de 1940. Isso foi chamado de Operação Intelligenzaktion, um plano de eliminação dos intelligentsia e líderes na parte ocidental do país, realizada Einsatzgruppen e Volksdeutscher Selbstschutz. Como resultado dessa operação, 60 mil nobres poloneses, professores, empresários, trabalhadores sociais, padres, juízes e ativistas políticos foram mortos em 10 ações regionais. A Intelligenzaktion foi continuada pela Operação alemã AB-Aktion em territórios ocupados na Polônia central. Ambas operações de assassinatos foram conduzidas, em parte de acordo com um dos "inimigos da lista Reich", e elaboradas antes da guerra por membro da minoria alemã na Polônia e impresso antes do tempo pela Inteligência Alemã com o Sonderfahndungsbuch Polen.
Antes da AB-Aktion, no fim de 1939 e começo de 1940, a maioria dos professores universitários poloneses, intelectuais, escritores, políticos, professores e outros membros da elite da sociedade polonesa foram brevemente presos pela Gestapo e tiveram seus nomes registrados. Frank finalmente aceitou e aprovou a Ausserordentliche Befriedungsaktion em 16 de maio de 1940. Nas semanas seguintes, a polícia alemã, Gestapo, SD (Sicherheitsdienst) e unidades da Wehrmacht prenderam brutalmente 30 mil poloneses das principais cidades da Polônia, incluindo Varsóvia, Łódź, Lublin e Cracóvia. Os presos foram mantidos em várias prisões, incluindo a horrenda Pawiak, onde eles foram sujeitos à interrogatórios brutais pelos oficiais nazistas. Depois do tempo passado nas prisões de Varsóvia, Cracóvia, Radom, Kielce, Nowy Sącz, Tarnów, Lublin ou Wiśnicz, os presos poloneses foram transferidos para os campos de concentrações nazistas, mais notavelmente para o recente campo de Auschwitz, assim como para Sachsenhausen e Mauthausen. Aproximadamente mais de 3 mil e 500 intelligentsia poloneses foram executados nestes campos massivos de assassinatos em Palmiry, perto de Varsóvia, Firlej, Wincentynów perto de Radom, e em Bliżyn forest perto de Skarzysko-Kamienna.

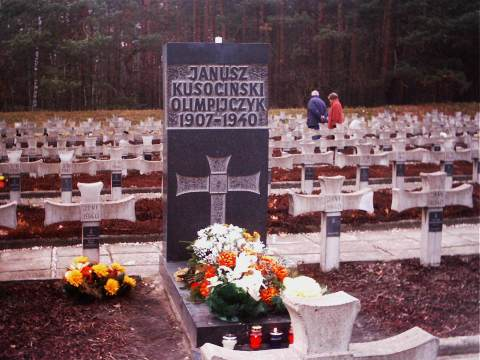
Túmulo de Janusz Kusociński em Palmiry.

Dentre os mortos estavam Maciej Rataj,  Stefan Bryła, Tadeusz Tański, Mieczysław Niedziałkowski e Janusz Kusociński. Atividades de escala similar ocorreram em outras áreas polonesas anexadas à Alemanha Nazista. De acordo com muitos historiadores, incluindo Norman Davies, a atividade contra os líderes poloneses foi coordenada com as autoridades da União Soviética, que, ao mesmo tempo, perpetrava uma assassinato em massa de 22 mil oficiais militares poloneses em Katyń e outros lugares.
A constante perseguição de intelectuais foi continuada até o fim da guerra. A continuação direta da AB-Aktion foi uma campanha alemã no leste começada depois da invasão da Alemanha à URSS. Dentre as mais notáveis execução em massa de professores universitários estava o massacre dos professores de Lviv, em que aproximadamente 45 professores da universidade de Lviv foram mortos junto com suas famílias e hóspedes. Dentre dos mortos no massacre estavam Tadeusz Boy-Żeleński, o ex-primeiro ministro polonês Kazimierz Bartel, Włodzimierz Stożek, e Stanisław Ruziewicz. Outros milhares morreram no massacre de Ponary, em campos de concentração alemães, e em guetos.

## Consequências
O total de números de vitimas e de datas específicas de execuções de membros da intelligentsia polonesa só pode ser aproximado devido sua multiplicidade. Depois da guerra, muitos alemães responsáveis pela organização da AB-Aktion foram julgados perante o Tribunal Militar de Nuremberg. No entanto, a maioria dos comandantes responsáveis desapareceram durante ou depois da guerra, antes de serem legalmente culpados de seus crimes.

## References
1. 1 2  Piotrowski, Tadeusz (1998). Poland's Holocaust: ethnic strife, collaboration with occupying forces and genocide in the Second Republic, 1918-1947. [S.l.]: McFarland. p. 25. ISBN 0786403713
2. ↑  Chapter "Hitler's Plans for Poland." Noakes and Pridham, Nazism: A History in Documents Arquivado em 15 de outubro de  2013, no Wayback Machine., p. 988.
3. 1 2 3 4 5  AB-Aktion, Shoah Resource Center, The International School for Holocaust Studies.
4. ↑  "Poles: Victims of the Nazi Era" at the «Cópia arquivada». Consultado em 24 de maio de 2013. Arquivado do original em 7 de junho de 2007
5. ↑  Noakes and Pridham, Nazism: A History in Documents Arquivado em 15 de outubro de  2013, no Wayback Machine., p. 965.
6. 1 2 3  Maria Wardzyńska, Był rok 1939. Operacja niemieckiej policji bezpieczeństwa w Polsce. Intelligenzaktion. IPN Instytut Pamięci Narodowej, 2009 ISBN 978-83-7629-063-8
7. ↑  Meier, Anna. Die Intelligenzaktion: Die Vernichtung Der Polnischen Oberschicht Im Gau Danzig-Westpreusen, VDM Verlag Dr. Müller. ISBN 3-639-04721-4; ISBN 978-36-3904 721-9.